# Kamigyō-ku
Kamigyō (上京区 Kamigyō-ku, かみぎょうく?) es uno de los once distritos de la ciudad de Kioto, en la prefectura de Kioto, Japón. Este distrito fue históricamente una zona residencial de la realeza, aristócratas y clases altas en la antigua capital de Japón, Heian-kyō. Situado en el centro de la actual ciudad de Kioto, anteriormente abarcaba la región norte de la antigua capital. El río Kamo fluye a lo largo de la frontera este del distrito.
Kamigyō-ku alberga importantes lugares históricos y culturales, como el Palacio Imperial de Kioto, el santuario sintoísta Kitano Tenmangū, el santuario Seimei, los tradicionales textiles nishijin-ori y las sedes de las escuelas Omotesenke y Urasenke de la ceremonia del té japonesa.
En 2020, Kamigyō-ku tenía una población de 83,832 habitantes.

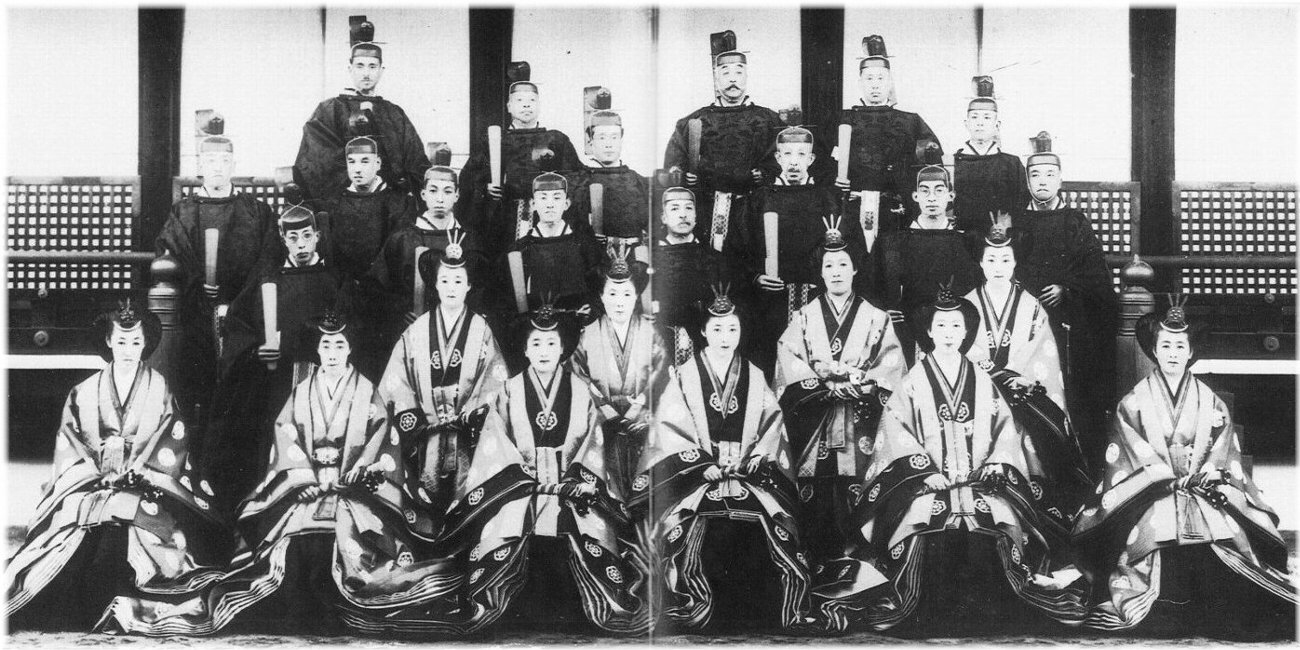
Familias imperiales japonesas en el Palacio Imperial de Kioto